# Майское (Первомайский район)
Ма́йское (до 1948 года Майнфельд; укр. Майське, крымскотат. Maynfeld, Майнфельд) — исчезнувшее село в Первомайском районе Республики Крым, располагавшееся в центре района, в степной части Крыма, в 2,5 километрах на север от села Войково.

## История
Немецкое лютеранско-меннонитское село Сарыбаш-Майнфельд, или Этингербрунн (нем. Ettingerbrunn), было основано на 3350 десятинах земли в 1893 году в Коджамбакской волости Евпаторийского уезда, но в «…Памятной книжке Таврической губернии на 1900 год» селение не записано. Согласно энциклопедическому словарю «Немцы России» в 1905 году в Майнфельде проживало 175 человек. Нет деревни и в Статистическом справочник 1915 года (возможно, учитывалось вместе с Сарыбашем), хотя, по энциклопедии «Немцы России» населения числилось 240 человек (в 1918 году — 96 жителей).
После установления в Крыму Советской власти и учреждения 18 октября 1921 года Крымской АССР, в составе Джанкойского уезда был образован Курманский район, в состав которого включили село. В 1922 году уезды получили название округов. 11 октября 1923 года, согласно постановлению ВЦИК, в административное деление Крымской АССР были внесены изменения, в результате которых был ликвидирован Курманский район и село включили в состав Джанкойского. Согласно Списку населённых пунктов Крымской АССР по Всесоюзной переписи 17 декабря 1926 года, в селе Сары-Баш и Майнфельд, Айкаулского сельсовета Евпаторийского района, числилось 27 дворов, из них 25 крестьянских, население составляло 103 человека, из них 89 немцев, 10 русских, 4 татар, действовала немецкая школа. Постановлением ВЦИК РСФСР от 30 октября 1930 года был создан Фрайдорфский еврейский национальный район (переименованный указом Президиума Верховного Совета РСФСР № 621/6 от 14 декабря 1944 года в Новосёловский) (по другим данным 15 сентября 1931 года) и село включили в его состав, а после разукрупнения в 1935-м и образования также еврейского национального Лариндорфского (с 1944 — Первомайский), село переподчинили новому району. Вскоре после начала Великой Отечественной войны, 18 августа 1941 года крымские немцы были выселены, сначала в Ставропольский край, а затем в Сибирь и северный Казахстан.
С 25 июня 1946 года Майнфельд в составе Крымской области РСФСР. Указом Президиума Верховного Совета РСФСР от 18 мая 1948 года, Майфельд переименовали в Майское. 26 апреля 1954 года Крымская область была передана из состава РСФСР в состав УССР. Ликвидировано до 1960 года, поскольку в «Справочнике административно-территориального деления Крымской области на 15 июня 1960 года» селение уже не значилось (согласно справочнику «Крымская область. Административно-территориальное деление на 1 января 1968 года» — в период с 1954 по 1968 годы как село Войковского сельсовета).